# Planerat illdåd
Planerat illdåd (engelska: Angel Face) är en amerikansk thrillerfilm från 1952 i regi av Otto Preminger. Filmen hade världspremiär den 11 december 1952 och svensk premiär den 17 augusti 1953.

## Handling
En natt kallas ambulansföraren Frank Jessup och hans partner Bill till Charles och Catherine Tremaynes hem i Beverly Hills. När de anländer, har Catherine redan behandlats för gasinandning, vilket polisen tror skett av misstag, men som Catherine misstänker var avsiktligt. När han lämnar huset, märker Frank Catherines styvdotter Diane, när han försöker försäkra henne om att styvmodern kommer att bli bra blir Diane hysterisk, Frank slår henne i ansiktet i syfte att lugna henne. Förvirrad, slår hon honom tillbaka, och ber sedan direkt om ursäkt. 
Efter att ha arbetat färdigt för dagen går Frank till en närliggande diner, ovetande om att Diane följer efter honom i sitt sportbil. Där försöker Frank att ringa sin flickvän Mary Wilton, men får inget svar. Diane kommer sedan in börjar flirta med honom. När Mary till slut ringer tillbaka avböjer Frank hennes middagsinbjudan genom att hävda att han är för trött. Frank äter istället middag med Diane som berättar för honom att hennes pappa är en respekterad författare, men att han inte har avslutat en enda bok sedan hennes mors död under kriget. Diane frågar sedan Frank om Mary, och han avslöjar att Mary sparat pengar för att hjälpa honom att uppfylla sin dröm om att äga en egen verkstad. Nästa dag bjuder Diane Mary på lunch och låtsas att hon vill bidra till Franks verkstadsfond och låter henne veta att han tillbringade kvällen med henne. Mary avvisar hennes erbjudande men medger att hennes tro på Frank skakats. 
Senare den kvällen är Mary på väg att gå ut med Frank när han återigen ljuger om att ha ätit middag med Diane. Mary avvisar Frank och går istället ut med Bill som länge beundrat henne. Senare träffar Diane Frank, som är arg på henne för att hon pratat med Mary. När Diane föreslår att han ska köra hennes bil i ett kommande lopp förlåter Frank henne. Diane övertygar sedan sina föräldrar att anställa en chaufför och övertalar Frank att ta jobbet.
Snart därefter berättar Diane för Frank att hon har talat med sin styvmor om att investera i hans verkstad, och han ger ett skriftligt förslag till Catherine, som dock är misstänksam vad gäller Dianes motiv. Hon säger till Frank att hon kommer att överväga erbjudandet och ringer sedan till sin advokat, Arthur Vance för att få råd, men får veta att han är bortrest. Diane träffar i hemlighet Frank och berättar för honom att Catherine kastade hans förslag i papperskorgen, hon berättar också att hon är rädd för att om Catherine skulle få reda på deras romans, skulle hon sparka honom och låsa in henne. Frank försöker lugna Diane genom att säga att Catherine inte har någon makt över henne, men Diane insisterar på att Catherine skulle ta ut sin ilska på Dianes älskade, svage far om hon trotsade Catherine. Mitt i natten kommer Diane sedan till Franks rum och säger till honom att Catherine försökte döda henne genom att slå på sin gasspis. Frank vägrar att tro på henne och beordrar henne att gå och lägga sig igen. Nästa dag besöker Frank Marys lägenhet och berättar att han lämnar sitt jobb och Diane. Efter kommit överens om att gå ut med Mary på kvällen återvänder Frank till Tremaynes och börjar packa. Diane börjar gråta och ber honom att rymma med henne, hon visar honom sin packade resväska. Frank medger att han älskar henne och går med på att stanna ett par dagar så att hon på allvar kan tänka över situationen.
Följande dag är Frank borta och Catherine förbereder sig för att köra till Santa Barbara. När hon är på väg att lämna huset ber Charles om skjuts, och efter att Catherine lägger i en växel och trampar på gasen går bilen bakåt över klippan. Catherine och Charles dödas i kraschen och efter en tids undersökning grips både Frank och Diane för mord. Diane har dock drabbats av ett nervöst sammanbrott och är inspärrad på ett fängelsesjukhus. Vance anlitar Fred Barrett, en berömd försvarsadvokat för att hjälpa Diane. Strax innan rättegången ska börja övertygar Fred Frank och Diane att gifta sig, så att han kan påstå att Dianes resväska var i Franks rum eftersom de planerat att rymma tillsammans. Under rättegången sticker Barrett hål på expertutlåtanden om bilens växellåda och styrningsmekanism, som verkar ha manipulerats, och framställer Frank och Diane som ett oskyldigt kärlekspar. Frank och Diane frikänns, men direkt efter att de kommit hem berättar Frank för Diane att han vill skiljas. 
Diane talar slutligen ut om  den svartsjuka och ensamhet hon kände när hennes far gifte sig med Catherine och om den sorg hon kände då hon såg deras krossade kroppar. Trots Dianes ånger har Frank bestämt sig för att gå tillbaka till Mary. Diane slår vad om sin sportbil att Mary inte kommer att ta tillbaka honom. Frank söker upp Mary som avvisar honom till förmån för Bill, under tiden besöker Diane Barretts kontor och erkänner morden, hon visar hur hon fick en intet ont anande Frank att förklara bilens växellåda. Barrett påminner Diane om den lag som förhindrar att en person straffas två gånger för samma brott och river sönder hennes bekännelse. Vid hemkomsten ser Diane att Frank packar för åka till Mexiko och frågar om hon får följa med. Frank säger nej men går med på att låta henne köra honom till busstationen. Efter att Frank klivit in i bilen lägger Diane i backen trycker gaspedalen i botten och kör bilen över klippan.

## Rollista
| Robert Mitchum    | – Frank Jessup          |
| Jean Simmons      | – Diane Tremayne Jessup |
| Mona Freeman      | – Mary Wilton           |
| Herbert Marshall  | – Charles Tremayne      |
| Leon Ames         | – Fred Barrett          |
| Barbara O'Neil    | – Catherine Tremayne    |
| Kenneth Tobey     | – Bill Crompton         |
| Raymond Greenleaf | – Arthur Vance          |
| Griff Barnett     | – domaren               |
| Robert Gist       | – Miller                |
| Morgan Farley     | – jurymedlem            |
| Jim Backus        | – Judson, åklagaren     |

## Om filmen
Filmen hade arbetstitlarna The Murder och The Bystander. Historien baserades löst på det verkliga fallet där Beulah Louise Overell och George Gollum anklagades för att ha mördat Overells föräldrar på deras yacht utanför Newport Beach i Kalifornien. Paret frikändes efter en långdragen rättegång. I november 1947 sålde författaren Chester Erskine rättigheterna till berättelsen till Balsam Pictures vilka sålde dem vidare till RKO 1952. Otto Preminger lånades in från Twentieth Century Fox för att regissera filmen, enligt hans självbiografi var de enda kraven som ställdes att Jean Simmons skulle ha på sig en lång svart peruk, samt att inspelningarna skulle vara klara på 18 inspelningsdagar.